# ناها (أوكيناوا)
مدينة ناها (بالإنجليزية: Naha)‏ هي أحد المدن التابعة لمحافظة أوكيناوا. تأسست رسميًا في 20/05/1921. ويقدر عدد سكانها بـ 314162 نسمة حسب تقدير مكتب الإحصاء الياباني لعام 2012. تبلغ مساحة ناها 39.23 كم2. بكثافة سكانية تبلغ 7963 نسمة/كم2.

## المناخ
يظهر الجدول التالي التغييرات المناخية على مدار السنة لناها:
| البيانات المناخية لـناها             | البيانات المناخية لـناها | البيانات المناخية لـناها | البيانات المناخية لـناها | البيانات المناخية لـناها | البيانات المناخية لـناها | البيانات المناخية لـناها | البيانات المناخية لـناها | البيانات المناخية لـناها | البيانات المناخية لـناها | البيانات المناخية لـناها | البيانات المناخية لـناها | البيانات المناخية لـناها | البيانات المناخية لـناها |
| الشهر                                | يناير                    | فبراير                   | مارس                     | أبريل                    | مايو                     | يونيو                    | يوليو                    | أغسطس                    | سبتمبر                   | أكتوبر                   | نوفمبر                   | ديسمبر                   | المعدل السنوي            |
| ------------------------------------ | ------------------------ | ------------------------ | ------------------------ | ------------------------ | ------------------------ | ------------------------ | ------------------------ | ------------------------ | ------------------------ | ------------------------ | ------------------------ | ------------------------ | ------------------------ |
| الحد الأقصى المتوسط °م (°ف)          | 26.8 (80.2)              | 26.6 (79.9)              | 28.2 (82.8)              | 29.7 (85.5)              | 31.6 (88.9)              | 34.1 (93.4)              | 35.0 (95.0)              | 35.6 (96.1)              | 34.6 (94.3)              | 32.8 (91.0)              | 30.8 (87.4)              | 29.4 (84.9)              | 35.6 (96.1)              |
| متوسط درجة الحرارة الكبرى °م (°ف)    | 19.5 (67.1)              | 19.8 (67.6)              | 21.7 (71.1)              | 24.1 (75.4)              | 26.7 (80.1)              | 29.4 (84.9)              | 31.8 (89.2)              | 31.5 (88.7)              | 30.4 (86.7)              | 27.9 (82.2)              | 24.6 (76.3)              | 21.2 (70.2)              | 25.7 (78.3)              |
| المتوسط اليومي °م (°ف)               | 17.0 (62.6)              | 17.1 (62.8)              | 18.9 (66.0)              | 21.4 (70.5)              | 24.0 (75.2)              | 26.8 (80.2)              | 28.9 (84.0)              | 28.7 (83.7)              | 27.6 (81.7)              | 25.2 (77.4)              | 22.1 (71.8)              | 18.7 (65.7)              | 23.1 (73.6)              |
| متوسط درجة الحرارة الصغرى °م (°ف)    | 14.6 (58.3)              | 14.8 (58.6)              | 16.5 (61.7)              | 19.0 (66.2)              | 21.8 (71.2)              | 24.8 (76.6)              | 26.8 (80.2)              | 26.6 (79.9)              | 25.5 (77.9)              | 23.1 (73.6)              | 19.9 (67.8)              | 16.3 (61.3)              | 20.8 (69.4)              |
| الحد الأدنى المتوسط °م (°ف)          | 6.1 (43.0)               | 4.9 (40.8)               | 6.3 (43.3)               | 8.7 (47.7)               | 11.0 (51.8)              | 14.8 (58.6)              | 20.8 (69.4)              | 20.7 (69.3)              | 17.0 (62.6)              | 14.8 (58.6)              | 8.6 (47.5)               | 6.8 (44.2)               | 4.9 (40.8)               |
| الهطول مم (إنش)                      | 107.0 (4.21)             | 119.7 (4.71)             | 161.4 (6.35)             | 165.7 (6.52)             | 231.6 (9.12)             | 247.2 (9.73)             | 141.4 (5.57)             | 240.5 (9.47)             | 260.5 (10.26)            | 152.9 (6.02)             | 110.2 (4.34)             | 102.8 (4.05)             | 2٬040٫8 (80.35)          |
| متوسط أيام هطول الأمطار              | 10.5                     | 10.2                     | 11.8                     | 10.5                     | 11.5                     | 10.6                     | 8.8                      | 11.8                     | 11.2                     | 8.3                      | 8.5                      | 8.1                      | 121.8                    |
| متوسط الرطوبة النسبية (%)            | 67                       | 70                       | 73                       | 76                       | 79                       | 83                       | 78                       | 78                       | 76                       | 71                       | 69                       | 66                       | 74                       |
| ساعات سطوع الشمس الشهرية             | 94.2                     | 87.1                     | 108.3                    | 123.8                    | 145.8                    | 163.6                    | 238.8                    | 215.0                    | 188.9                    | 169.6                    | 123.0                    | 115.6                    | 1٬774                    |
| المصدر #1: JMA (1981-2010)           |                          |                          |                          |                          |                          |                          |                          |                          |                          |                          |                          |                          |                          |
| المصدر #2: Climatebase.ru (extremes) |                          |                          |                          |                          |                          |                          |                          |                          |                          |                          |                          |                          |                          |

## توأمة
لناها (أوكيناوا) اتفاقيات توأمة مع كل من:
- كاواساكي
- ساو فيسنتي، ساو باولو
- ساو باولو
- مقاطعة هونولولو
- فوزهو (20 مايو 1981 - )

## أعلام
- ناميه امورو
- شينغو أكاميني
- تاإيشي تاجوشي
- كازوكي غاناها
- ريوكو تاكار